# Philocaesar Philoromaios
Philocaesar Philoromaios eller Asander, död 17 f. Kr., var regerande kung av Bosporanska riket mellan 47 och 44-17 f. Kr.